# 聖マイケル・聖ジョージ勲章
聖マイケル・聖ジョージ勲章（せいマイケル・せいジョージくんしょう、Order of St Michael and St George）は、グレートブリテン及び北アイルランド連合王国の騎士団勲章。正式タイトルは“The Most Distinguished Order of Saint Michael and Saint George”。

## 沿革
1818年、当時皇太子だったジョージ4世が、ウィーン会議の結果イオニア諸島がイギリスの保護領となったことを記念して創設した。その趣旨は、功績のあった同諸島及び、同じくイギリスの保護領となったマルタ島の市民を顕彰するためで、当初は地中海地域の保護領統治に貢献した人物が叙勲対象であった。その後、海外にイギリスの保護領や植民地が広がるに従い、それらの地域も対象となっていった。そして現在では、重要な公職を務め、イギリス連邦及び外国との関係に於て非軍事面で功績のあった人物が対象とされている。イギリス連邦の国民に関しては、外交官や英連邦諸国の行政官等の公務員が主な対象であり、役職に応じてある程度自動的に授与される。また、軍人の場合も戦功ではなく、外地に於いて民事等に関する任務に就いた者が授与対象となる。一方、王族への叙勲は少ない。外国人には、保護領の領主や英国に駐在する他国の外交官、或は他国の政治家へ贈られる。
女性に関しては、ガーター勲章やロイヤル・ヴィクトリア勲章が創設当初から女性王族へ授与されてきたのに対して、聖マイケル・聖ジョージ勲章は元々王族への叙勲が少ないこともあり、女王以外の自国女性王族への叙勲は創設から100年以上されることがなかった。女性への叙勲が制度化されたのは1970年代以降で、それ以前では、デーム・グランド・クロスは保護領の女王が叙勲されたのみである。

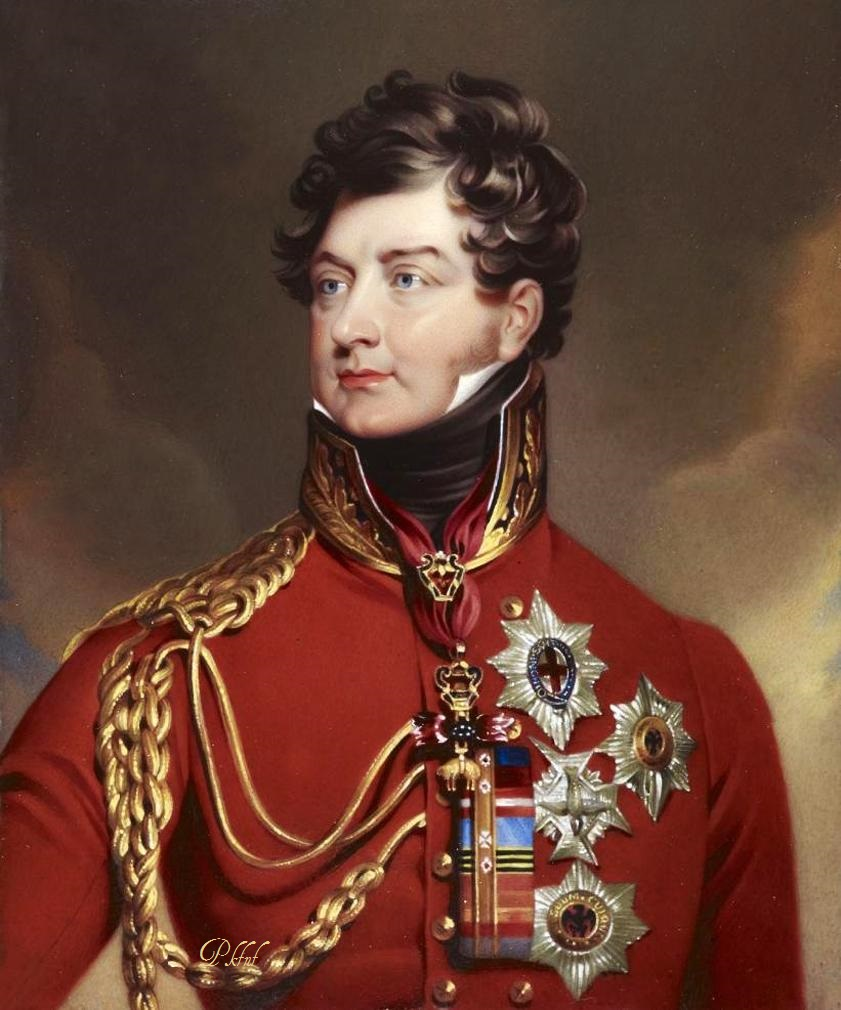
皇太子時代のジョージ4世
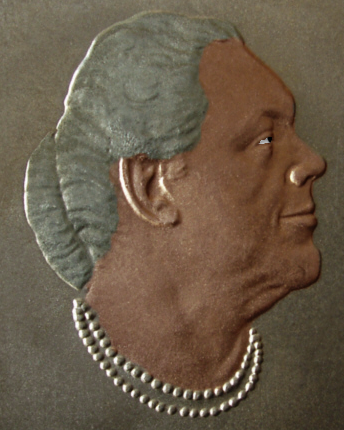
初のデーム・グランド・クロス受章者であるトンガのサローテ・ツポウ3世

## 等級と勲章

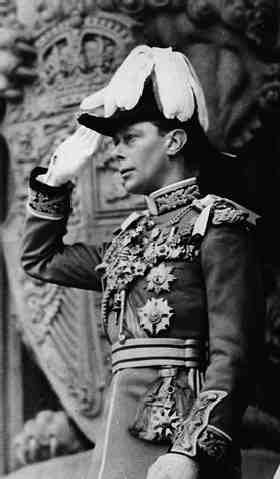
カナダ訪問に際して聖マイケル・聖ジョージ勲章ナイト・グランド・クロス章の大綬章と星章を着用したジョージ6世。

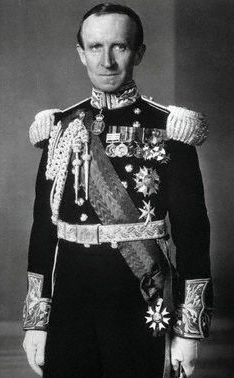
ナイト・グランド・クロス章の大綬章と星章を着用したカナダ総督初代トゥイーズミュア男爵ジョン・バカン

### 概要
名称はイングランドの守護聖人セント・ジョージ（ゲオルギオス）と大天使ミカエル（マイケル）に由来する。モットーは“Auspicium Melioris Aevi”（よりよき時代の象徴として）。セレモニーはセント・ポール大聖堂で行われる。
聖マイケル・聖ジョージ勲章はイギリスの他の騎士団勲章（order）と同様に、騎士団（勲爵士団）へ入団することが栄誉であり、記章はその団員証として授与されるものである。すなわち、叙勲されるという事は勲爵士団への入団を意味する。騎士団はグランドマスターである君主の下に3階級の団員で構成されており、1等は男性がナイト・グランド・クロス（Knight Grand Cross）で女性はデーム・グランド・クロス（Dame Grand Cross）、2等は男性がナイト・コマンダー（Knight Commander）で女性はデーム・コマンダー（Dame Commander）、3等はコンパニオン（Companion）の勲位が与えられる。このうち、ナイト並びにデーム・グランド・クロス、及びナイト並びにデーム・コマンダーは、ナイトの爵位を意味する。騎士団員、すなわち存命中の受章者には階級毎に定員が定められているが、王族のエキストラナイツ及び、名誉団員として扱われる外国人は定員外である。
記章は各等級とも同様のデザインで、金の地金に白い七宝が施された七条のマルタ十字で、中心にモットーが書かれた環がある。環の中には表裏にそれぞれ騎馬で竜と戦うセント・ジョージと、右手に炎の剣を持ってサタンを踏み付けるミカエルが描かれている。これに金の王冠の紐が付き、青・赤・青のパターンの等級に応じた綬で吊される。

### ナイト・グランド・クロス又はデーム・グランド・クロス
ポスト・ノミナル・レターズはGCMG。定員は125名。序列はメリット勲章とロイヤル・ヴィクトリア勲章ナイト・グランドクロス／デーム・グランド・クロスの間に位置し、騎士団勲章中の順位は7番目（運用中のものでは5番目）である。
記章と共に頚飾と星章が授与される。但し、頚飾は受章者が死去すると返還しなければならない。
記章は大綬を以て右肩から左腰へ掛ける。
星章は銀色で七条のマルタ十字と金の後光が組み合わされ、その上に赤いセント・ジョージ・クロスが置かれている。そして中心にはモットーが書かれた環があり、その中には右手に炎の剣を持ってサタンを踏み付けるミカエルが描かれている。裏側に付いているピンで左胸に留めて佩用する。
頚飾は金製の鎖状で、イングランドのライオンと白い七宝が施された普通のマルタ十字、及びセント・ジョージの“SG”並びにセント・マイケルの“SM”の文字がデザインされており、中央の2頭のライオンはそれぞれ7本の矢を持っている。そして、頚飾の先にも他のものと同様の記章が付く。
これらの他に、ナイト・グランド・クロス及びデーム・グランド・クロスには騎士団の正装用のローブが定められており、セント・ポール大聖堂の天井には騎士のバナーが飾られる。日本人では松方正義が最初に受章し、山本権兵衛らも受章している。

ナイト・グランド・クロス
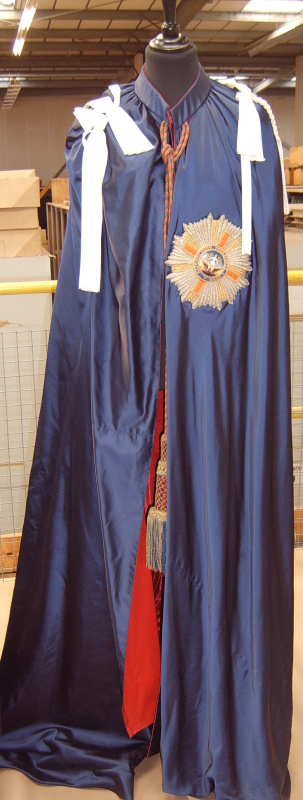
騎士団のローブ。
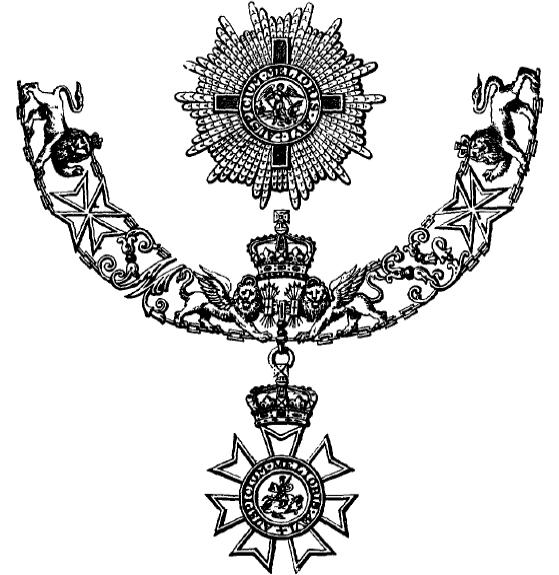
頚飾と星章。
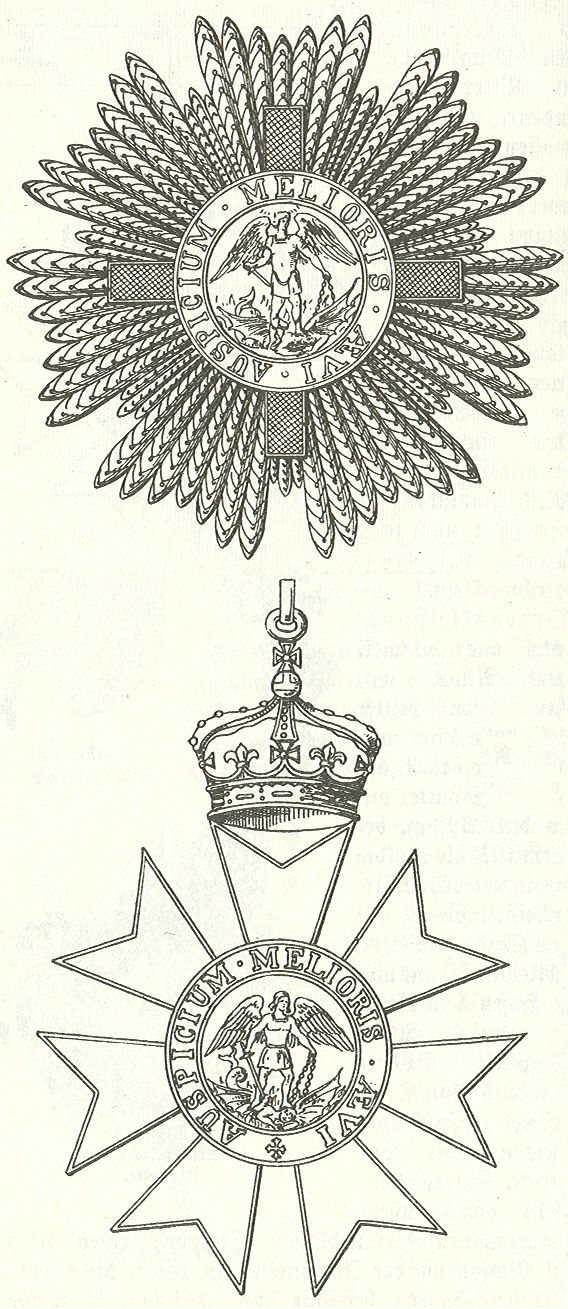
大綬章の記章と星章。
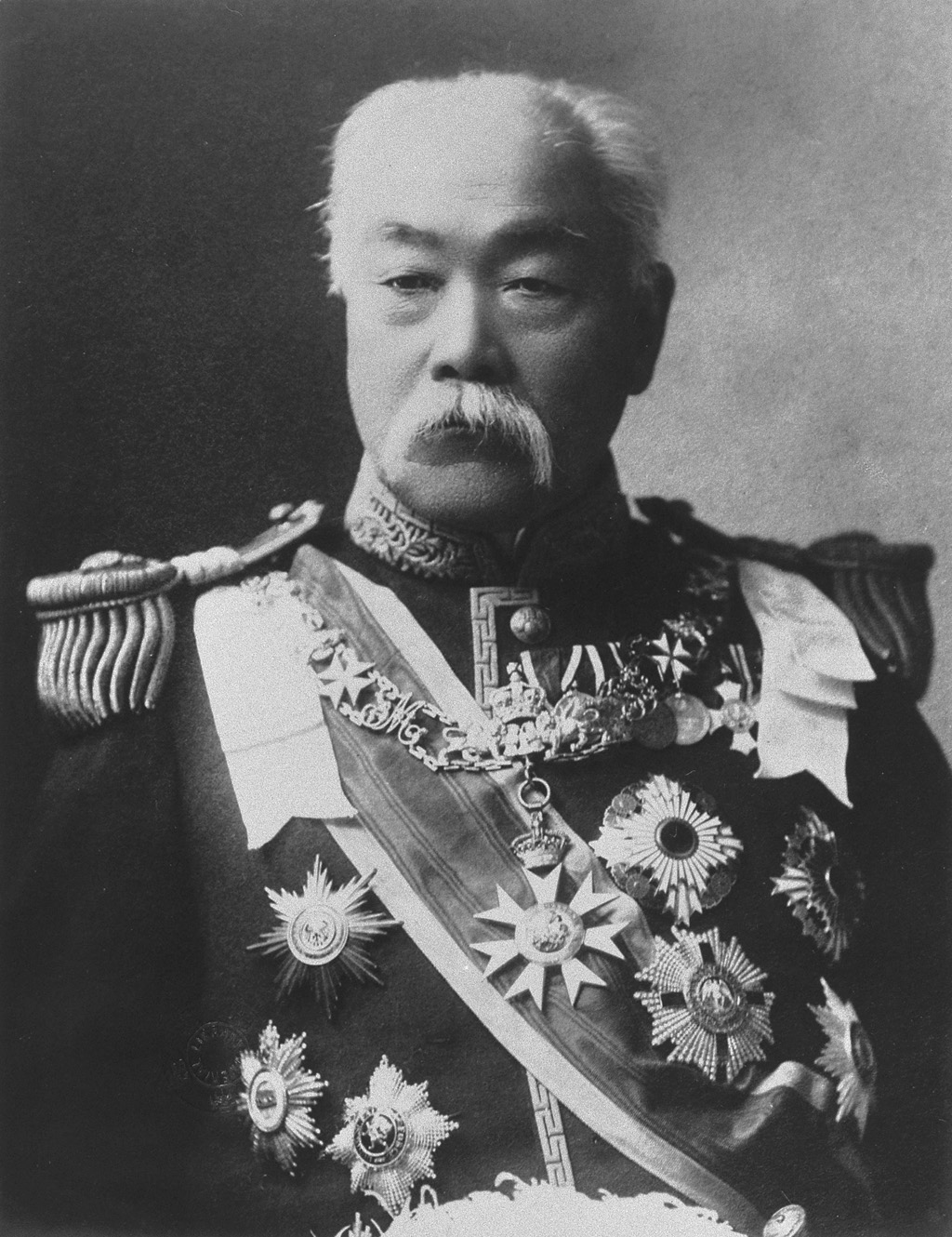
ナイト・グランド・クロス章の頚飾と星章（左胸中心寄り下段）を着用した松方正義。

### ナイト・コマンダー又はデーム・コマンダー

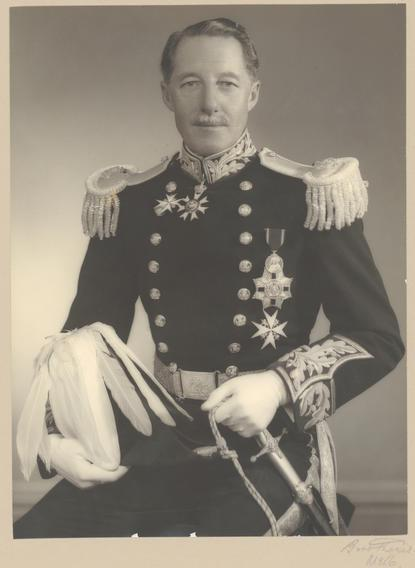
オーストラリアの行政官やビクトリア州知事を歴任した政治家ウィリアム・バンネック

ポスト・ノミナル・レターズは男性がKCMGで女性はDCMG。定員は375名。序列はバス勲章ナイト・コマンダー／デーム・コマンダーとロイヤル・ヴィクトリア勲章ナイト・コマンダー／デーム・コマンダーの間に位置する。
記章と星章が授与される。記章は、ナイト・コマンダーは中綬を以て首から下げて、デーム・コマンダーは左胸上部、肩の辺りに蝶結びのリボンで留めて佩用する。
星章は銀色のマルタ十字が二つ組み合わされた八芒星で、その上に赤いセント・ジョージ・クロスが置かれている。そして中心にはモットーが書かれた環があり、その中には右手に炎の剣を持ってサタンを踏み付けるミカエルが描かれている。裏側に付いているピンで左胸に留めて佩用する。

ナイト・コマンダー
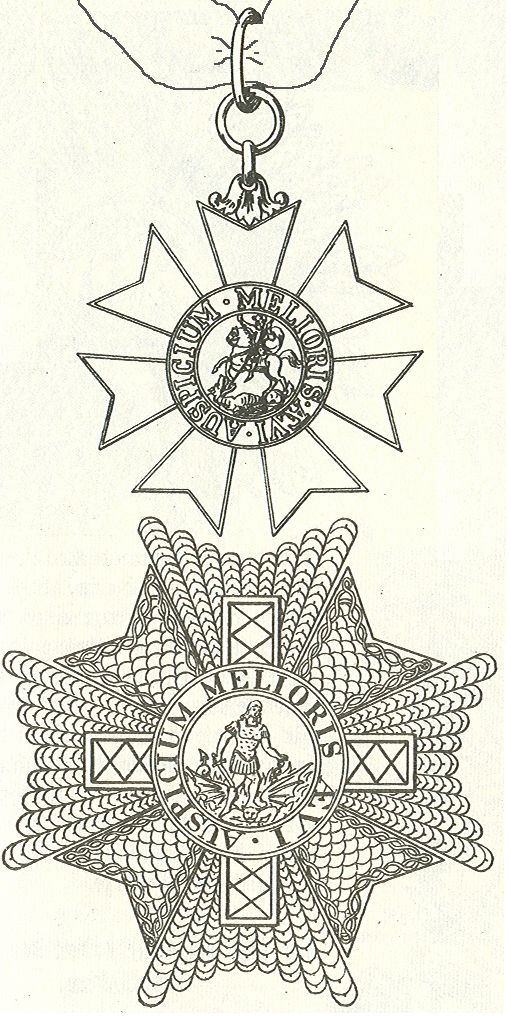
記章と星章。
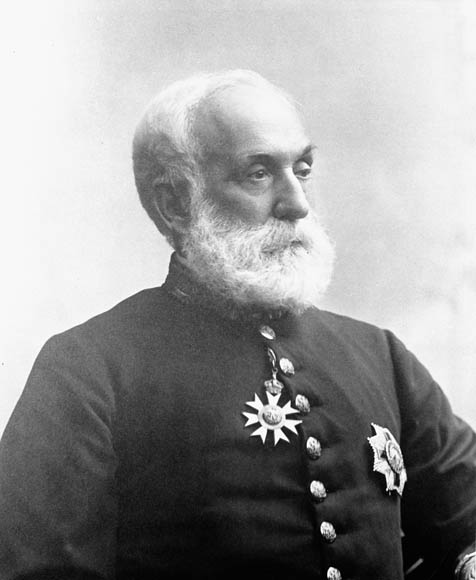
元カナダ首相マッケンジー・ボーウェル（英語版）。
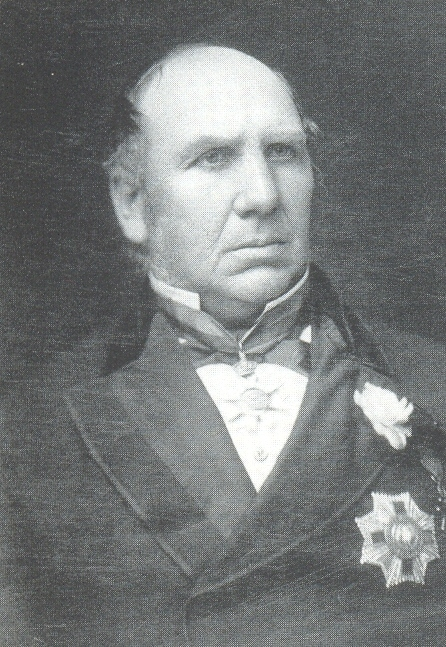
元ビクトリア州首相ジョン・オシャナッシー（英語版）。

### コンパニオン
ポスト・ノミナル・レターズはCMG。定員は1750名。序列はバス勲章コンパニオンとロイヤル・ヴィクトリア勲章コマンダーの間に位置する。ちなみに、これら3章は何れも3等勲章だが、ロイヤル・ヴィクトリア勲章は5等級あるうちの3番目なので“コマンダー”と称されるのに対し、バス勲章や聖マイケル・聖ジョージ勲章は3等級であり、その最下級なので“コンパニオン”と呼ばれる。
記章のみが授与される。記章は、男性コンパニオンは中綬を以て首から下げて、女性コンパニオンは左胸上部、肩の辺りに蝶結びのリボンで留めて佩用する。オリジナルの綬にはバックルが付いており、胸に着けることも出来る。
イアン・フレミングの小説の主人公ジェームズ・ボンドは1953年に受章したとされる（『ロシアより愛をこめて』による）。

コンパニオン
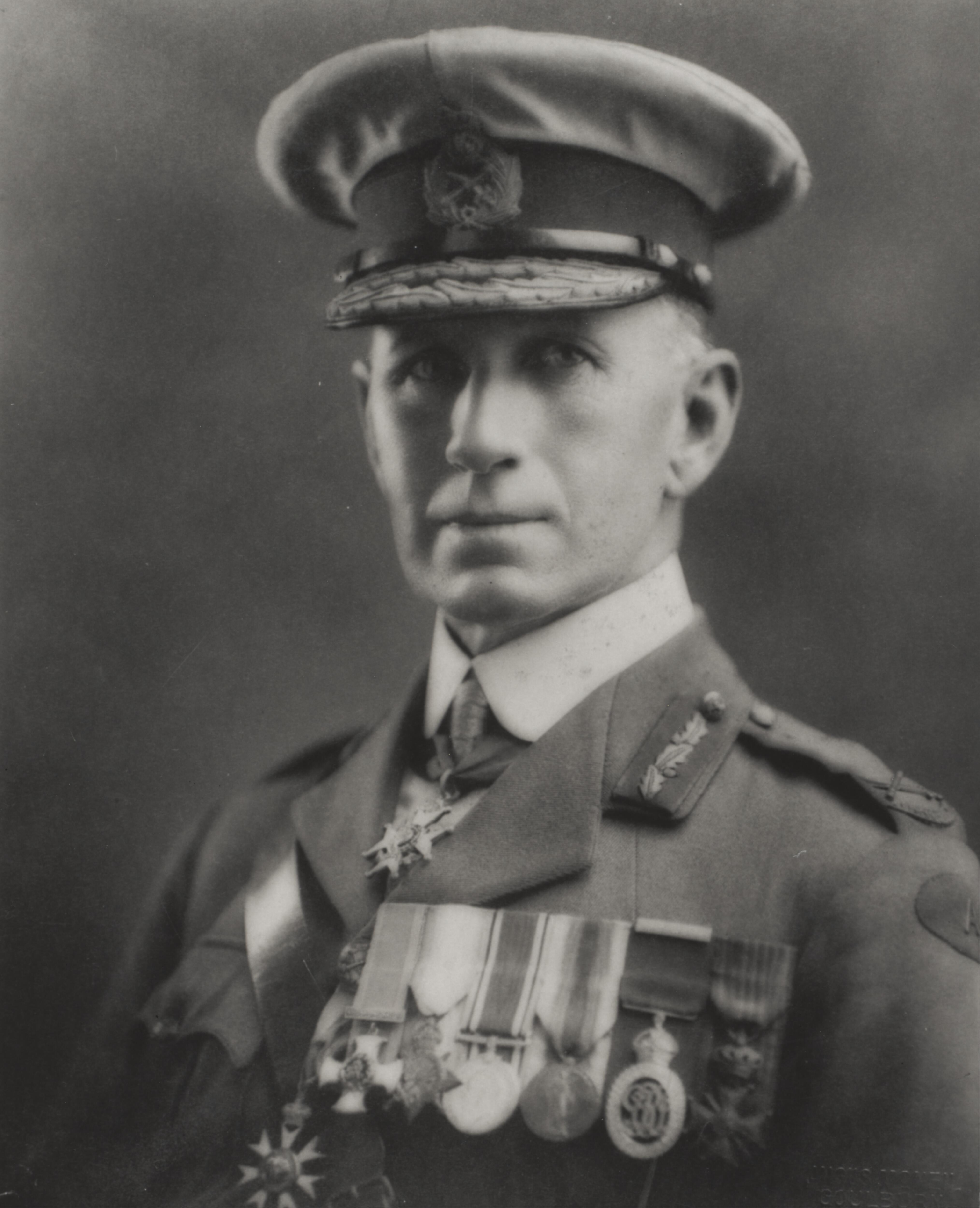
アフリカの植民地行政官の経験があるオーストラリア軍人ウォルター・マクニコル。
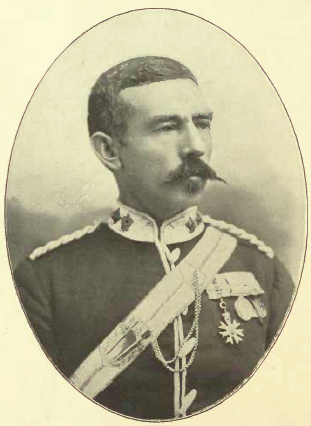
マフディー戦争への協力で功績のあったカナダの政治家フレデリック・チャールズ・デニゾン。

## 参考資料

### 書籍
- 小川賢治 『勲章の社会学』 晃洋書房、2009年3月。ISBN 978-4-7710-2039-9。
- 君塚直隆『女王陛下のブルーリボン-ガーター勲章とイギリス外交-』NTT出版、2004年。ISBN 4757140738。
- 君塚直隆『ジョージ四世の夢のあと-ヴィクトリア朝を準備した「芸術の庇護者」-』中央公論新社、2009年。